# Campionati europei di ciclismo su pista 2020 - Chilometro a cronometro
La chilometro a cronometro ai Campionati europei di ciclismo su pista 2020 si è svolta il 15 novembre 2020 presso il velodromo Kolodruma di Plovdiv, in Bulgaria.

## Podio
| Pos.    | Atleta         | Nazionalità   |
| ------- | -------------- | ------------- |
| Oro     | Tomáš Bábek    | Portogallo    |
| Argento | Ethan Vernon   | Gran Bretagna |
| Bronzo  | Jonathan Milan | Italia        |

## Risultati

### Qualifiche
I migliori 8 tempi si qualificano alla finale
| Posizione | Atleta                 | Nazione       | Tempo    | Gap    | Note |
| --------- | ---------------------- | ------------- | -------- | ------ | ---- |
| 1         | Tomáš Bábek            | Rep. Ceca     | 1:00.673 |        | Q    |
| 2         | Jonathan Milan         | Italia        | 1:00.829 | +0.156 | Q    |
| 3         | Ethan Vernon           | Gran Bretagna | 1:01.041 | +0.367 | Q    |
| 4         | Alexander Dubchenko    | Russia        | 1:01.190 | +0.517 | Q    |
| 5         | Juan Peralta Gascon    | Spagna        | 1:01.198 | +0.525 | Q    |
| 6         | Jakub Stastny          | Rep. Ceca     | 1:01.261 | +0.588 | Q    |
| 7         | Alexander Sharapov     | Russia        | 1:01.361 | +0.688 | Q    |
| 8         | Sotirios Bretas        | Grecia        | 1:01.693 | +1.020 | Q    |
| 9         | José Moreno Sánchez    | Spagna        | 1:01.695 | +1.021 |      |
| 10        | Norbert Szabo          | Romania       | 1:02.093 | +1.420 |      |
| 11        | Miroslav Minchev       | Bulgaria      | 1:03.267 | +2.594 |      |
| 12        | Dominik Bieler         | Svizzera      | 1:03.965 | +3.292 |      |
| 13        | Gidas Umbri            | Italia        | 1:04.028 | +3.355 |      |
| 14        | Vladyslav Denysenko    | Ucraina       | 1:04.545 | +3.872 |      |
| 15        | Ioannis Kalogeropoulos | Grecia        | 1:04.668 | +3.995 |      |
| 16        | Mikhail Shemetau       | Bielorussia   | 1:04.842 | +4.169 |      |
| 17        | Maksym Vasilyev        | Ucraina       | 1:05.107 | +4.434 |      |
| 18        | Balint Csengoi         | Ungheria      | 1:05.816 | +5.143 |      |
| 19        | Georgi Lumparov        | Bulgaria      | 1:06.863 | +6.189 |      |

### Finale
| Posizione | Atleta              | Nazione       | Tempo    | Gap    |
| --------- | ------------------- | ------------- | -------- | ------ |
| 1         | Tomáš Bábek         | Rep. Ceca     | 1:00.517 |        |
| 2         | Ethan Vernon        | Gran Bretagna | 1:00.999 | +0.482 |
| 3         | Jonathan Milan      | Italia        | 1:01.009 | +0.492 |
| 4         | Alexander Dubchenko | Russia        | 1:01.084 | +0.567 |
| 5         | Alexander Sharapov  | Russia        | 1:01.359 | +0.842 |
| 6         | Jakub Stastny       | Rep. Ceca     | 1:01.614 | +1.097 |
| 7         | Juan Peralta Gascon | Spagna        | 1:01.616 | +1.099 |
| 8         | Sotirios Bretas     | Grecia        | 1:01.964 | +1.447 |